# Castellengo
Castellengo is een plaats (frazione) in de Italiaanse gemeente Cossato.